# Гердер, Каролина
Мария Каролина Гердер (нем. Maria Karoline Herder; урождённая Мария Каролина Флаксланд, 28 января 1750, Риквир — 15 сентября 1809, Веймар) — немецкий редактор, супруга знаменитого философа Иоганна Готфрида Гердера.

## Биография
Мария Каролина Гердер родилась 28 января 1750 года в семье главы администрации Иоганна Фридриха Флаксланда (1715—1755) и его жены Розины Катарины Флаксланд, урождённой Мавритии (1717—1765). Её мать переехала после смерти отца в Пирмазенс. После её смерти Каролина отправилась жить в Дармштадт, в дом своей сестры Фридерики Катарины (1744—1801), которая в 1761 году вышла замуж за государственного служащего Андреаса Петера фон Гессе (1728—1803), получившего дворянство в 1770 году.
В эти годы она познакомилась с Иоганном Вольфгангом фон Гёте, с которым поддерживала близкие отношения, а также со своим будущим мужем Иоганном Готфридом Гердером. Здесь же начался период её помолвки и переписка с Гердером. Их свадьба состоялась 2 мая 1773 года в Дармштадте. Сразу после этого пара поселилась в Бюккебурге, где Гердер занимал должность консисториального советника и придворного проповедника. Там у них родились сыновья Готфрид и Август.
Её старшая сестра Эрнестина Розина (1742—1774) была любовницей Людвига IX Гессен-Дармштадтского с 1761 года. В 1766 году она вышла замуж, и Людвиг прогнал её с пенсией в 500 флоринов. Позже Эрнестина пришла в помешательство, поэтому Мария Каролина получила над ней опеку и поместила Эрнестину в приют, где она вскоре скончалась.
При посредничестве Гёте семья переехала в 1776 году в Веймар с обоими сыновьями и пятилетней дочерью Эрнестины. Должность консисториального советника при Веймарском дворе не принесла Гердеру того, что он ожидал от неё. Жизнь в маленьком городке-резиденции и отношения с Гёте показались Гердеру разочаровывающими. Затем в браке родились ещё пять детей.
Отождествление Каролины Гердер с жизнью и творчеством своего мужа было исключительным и уникальным: не только при его жизни, но и после его смерти она неустанно работала над его репутацией. Как секретарь и редактор произведений супруга, автор многочисленных писем, биограф и редактор произведений Гердера, Каролина Гердер входит в число выдающихся женщин веймарского круга.
Мария Каролина Гердер умерла 15 сентября 1809 года в возрасте 59 лет и была похоронена на старом кладбище Якобсфридхоф в Веймаре.

## Семья
В семье Иоганна Готфрида и Марии Каролины Гердеров родилось семеро детей:
- Вильгельм Кристиан Готфрид фон Гердер (1774—1806) — медик.
- Сигизмунд Август Вольфганг фон Гердер (1776—1838) — геолог и минералог.
- Вильгельм Людвиг Эрнст фон Гердер (1778—1842) — крупный торговец в Санкт-Петербурге.
- Карл Эмиль Адельберт фон Гердер (1779—1857) — помещик и фермер.
- Луиза Теодора Эмили фон Гердер (1781—1860) — в замужестве Луиза Штихлинг, вышла замуж за директора палаты великого герцога Саксонского и президента Коллегии палат Константина Штихлинга (1766—1836).
- Эмиль Эрнст Готфрид фон Гердер (1783—1855) — королевский баварский советник по лесному хозяйству и управлению, его сыном был Фердинанд Готфрид фон Гердер (1828—1896), который впоследствии стал ботаником.
- Ринальдо Готфрид Гердер (род. 1790) — королевский баварский лесничий.

У Марии Каролины Гердер была племянница Генриетта фон Гессе (1764—1800), дочь её старшей сестры Фридерики Катарины от брака с Андреасом Петером фон Гессе. Генриетта фон Гессе вышла замуж за естествоиспытателя и директора музея Эрнста Шлейермахера (1755—1844), Генриетта была матерью учёных Людвига Шлейермахера (1785—1844) и Андреаса Шлейермахера (1787—1858).